# Ishbi-Erra
Ishbi-Erra fue el primer rey de la Primera Dinastía de Isin, hacia el 2003 a. C. Fue sucedido por Shu-Ilishu.
Se sabe que en un principio fue un gobernador de la ciudad asiria de Mari, vasallo del rey Ibbi-Sin de la Tercera dinastía de Ur. El monarca de Ur confió a Ishbi-Erra el gobierno de las regiones fronterizas, debido a la incapacidad del imperio de frenar a lo nómadas amorreos que desde hacía décadas venían adentrándose en su territorio. Sin embargo, hacia el 2003 a. C. Ishbi-Erra consiguió el apoyo de las ciudades de Nippur e Isin y se declaró independiente de Ur, formando un nuevo reino que tenía en Isin su capital.
Poco después los nómadas de los montes Zagros arrasaban la ciudad de Ur, poniendo fin a la III dinastía y a su imperio. En los años posteriores Ishbi-Erra consiguió una hegemonía parcial en las ciudades sumerias del sur de Mesopotamia. Está situación se mantendría durante unos 50 años, incluyendo el reinado de sus sucesores.